# Burruyacú (Tucumán)
Burruyacú is een plaats in het Argentijnse bestuurlijke gebied Burruyacú (departement) in de provincie Tucumán. De plaats telt 2.037 inwoners.